# (69987) 1998 WA25
(69987) 1998 WA25 é um objeto transnetuniano classificado como cubewano. Foi descoberto em 19 de novembro de 1998 por Marc W. Buie. Possui um semieixo maior de 42,762 UA e um período orbital de 279,63 anos. Assumindo um albedo de 0,09, sua magnitude absoluta de 7,2 dá um diâmetro estimado de 160 km.